# Стефани Фийгън
Стефани Фийгън (на английски: Stephanie Feagan) е американска писателка на бестселъри в жанра фентъзи, романтичен трилър и любовен роман. Пише и под псевдонима Тринити Фейгън (на английски: Trinity Faegen).

## Биография и творчество
Стефани Джо Фийгън е родена на 19 август 1959 г. в САЩ. От малка е запалена читателка на романтична литература и мечтае сама да пише.
Завършва счетоводство в Техническия университет в Тексас. Работи дълги години като счетоводител.
Започва да пише любовни романи през 1995 г. През 1996 г. участва в годишния конкурс за непубликувани ръкописи, но не печели. Продължава упорито да пише в следващите години и да търси издател, до първия си успех през 2004 г.
Първият ѝ романтичен трилър „Show Her the Money“ от поредицата „Розовата перла“ е публикуван през 2005 г. Той печели престижната награда за романтична литература „РИТА“ за най-добър първи роман. Главен герой е щатски данъчен инспектор, който се замесва в комични и заплетени приключения.
През 2010 г. е диагностицирана с рак на гърдата и претърпява успешна операция.
През 2011 г. е издаден първия фентъзи роман „Изкуплението на Аякс“ от поредицата „Заветът Мефисто“. В сюжета на романа към пленителната любовна история умело са вплетени библейски и древногръцки сюжети, и въпросите за съществуването на Ада и Рая.
Стефани Фийгън живее със семейството си в Мидланд, Западен Тексас.

## Произведения

### Като Стефани Фейгън

#### Самостоятелни романи
- Out of Control (2013)

#### Серия „Розовата перла“ (Pink Pearl)
1. Show Her the Money (2005) – награда „РИТА“ за най-добър първи роман
2. She's On the Money (2005)
3. Run for the Money (2006)

#### Серия „Ленъкс“ (Lennox)
1. The Last Duchess (2013)

### Като Тринити Фийгън

#### Серия „Заветът Мефисто“ (The Mephisto Covenant)
1. The Mephisto Covenant: The Redemption of Ajax (2011)
Изкуплението на Аякс, изд.: „Егмонт България“, София (2012), прев. Елка Виденова
2. The Mephisto Kiss: The Redemption of Kyros (2012)
Изкуплението на Кирос, изд.: „Егмонт България“, София (2013), прев. Елка Виденова
3. The Mephisto Mark /Only You (2013) – като Стефани Фийгън
4. Crazy For You (2014) – като Стефани Фийгън